# Die Hausschlüssel
Die Hausschlüssel ist ein Filmdrama von Gianni Amelio aus dem Jahr 2004, das in italienisch-deutsch-französischer Koproduktion entstand. Es beruht auf dem Roman Nati due volte von Giuseppe Pontiggia. Französischer Aufführungstitel war Les clefs de la maison.

## Handlung
Vor 15 Jahren starb Giannis Freundin Julia bei der Geburt des gemeinsamen Sohnes Paolo. Dieser kam geistig und körperlich behindert zur Welt, doch weigerte sich Gianni sogar, ihn zu sehen. Paolo wuchs bei Julias Schwester Livia und ihrem Mann Alberto auf. Nun muss der Junge zu Behandlungen von Italien nach Berlin fahren. Da der behandelnde Arzt meint, dass die Anwesenheit des Vaters dem Jungen möglicherweise einen gesundheitlichen Schub geben würde, bittet Alberto Gianni, Paolo für drei Tage nach Berlin zu begleiten. Gianni, der verheiratet ist und einen wenige Monate alten Sohn hat, stimmt zu. Er lernt Paolo erstmals im Zug nach Berlin kennen. Paolo ist ihm gegenüber aufgeschlossen und begegnet ihm interessiert. Er weiß, dass Gianni sein Vater ist. Der wiederum hat Berührungsängste mit Paolo, dem er zunächst überfürsorglich gegenübertritt und beim Gehen stützt, auch wenn Paolo seine Hilfe mehrfach ablehnt.
Im Krankenhaus wird Paolo Blut abgenommen und Gianni flieht aus dem Behandlungsraum. Auf dem Gang trifft er die deutlich ältere Nicole, die eine schwerbehinderte Tochter hat, die ebenfalls im Krankenhaus behandelt wird. Vor Nicole lügt er, nicht der Vater von Paolo zu sein. Später geht er mit Paolo essen und trägt den schlafenden Jungen später zurück ins Hotel. Der nächste Morgen bringt erste Schwierigkeiten. Paolo hat keine Lust mehr, im Hotel zu sein, und will nach Hause gehen. Später wirft er Gianni vor, ihm am Vorabend seine Medizin nicht gegeben zu haben. Gianni stellt sich zudem ungeschickt beim Ankleiden von Paolo an. Im Krankenhaus wirft Paolo, der wegen epileptischer Anfälle über Nacht bleiben muss und verkabelt wird, Gianni aus dem Behandlungszimmer. Vor dem Krankenhaus trifft Gianni Nicole wieder. Indirekt gibt er nun zu, der Vater von Paolo zu sein. Sie macht ihm deutlich, dass sie diese Verbindung gesehen habe. Gleichzeitig habe er jedoch gewirkt, als schäme er sich für Paolo. Am nächsten Morgen ist Gianni zugegen, als Paolo Lauftraining absolviert und dabei von den Ärzten gefilmt wird. Als Gianni den Eindruck hat, dass Paolo am Ende seiner Kräfte ist, unterbricht er das Training und zieht damit den Zorn der Ärztin auf sich. Nicole macht ihm später deutlich, dass für die Ärzte nicht die Krankheit der Kinder die größte Herausforderung ist, sondern das falsche Verhalten der Eltern.
Paolo hat seit einiger Zeit eine Brieffreundin: Kristine lebt in Norwegen und hat ihm ein Foto von sich geschickt. Mit Giannis Hilfe schreibt Paolo ihr eine E-Mail. Wenig später gehen er und Gianni in eine Begegnungsstätte, wo Rollstuhlfahrer Basketball spielen. Auch Nicole ist mit ihrer Tochter da, die bei der Veranstaltung selbstgemalte Bilder zeigt. Gianni hat Paolo am Spielfeldrand zurückgelassen und ihn angewiesen, den Ort nicht zu verlassen. Dennoch entfernt sich Paolo aus der Halle und steigt in eine Berliner U-Bahn, wo er sich kaum verständlich machen kann. Erst später bemerkt Gianni, dass Paolo fehlt. Die Polizei greift Paolo schließlich auf, der von Gianni und Nicole abgeholt wird. Er ist sich keines Fehlverhaltens bewusst. Nachdem Paolo im Hotel ist und schläft, unterhalten sich Gianni und Nicole. Er bewundert ihre Gelassenheit, doch gibt sie zu, sich manchmal zu fragen, warum ihre Tochter nicht einfach stirbt.
Paolos Behandlung in Berlin ist vorbei. Anstatt nach Hause zu fahren, bricht Gianni mit ihm nach Norwegen auf, wo sie Kristine besuchen wollen. Auf der Überfahrt mit der Fähre wirft Gianni Paolos Gehhilfe über Bord, weil er sie seiner Ansicht nach nicht mehr brauche. In Kristines Schule ist niemand anzutreffen, da Sonntag ist. Paolo und Gianni beschließen, am nächsten Tag noch einmal vorbeizukommen. Übermütig essen beide einen Teil des Kuchens auf, der für Kristine gedacht war. Im Hotel bietet Gianni Paolo an, zukünftig bei ihm und seiner Familie zu wohnen. Er schmiedet bereits Zukunftspläne und auch Paolo malt sich aus, was er Giannis Sohn so alles beibringen könnte. Am nächsten Tag fahren beide mit dem Auto umher. Gianni erlaubt Paolo, vorsichtig ans Lenkrad zu fassen. Paolo jedoch greift immer wieder aktiv ins Lenkgeschehen ein und drückt auf die Autohupe. Als er trotz mehrfacher Aufforderung nicht von seinem Tun ablässt, hält Gianni das Auto abrupt an. Er fragt Paolo, warum er so handelt. Paolo sagt nicht und beginnt schließlich, mechanisch Sätze zu sagen, die er bereits früher gesagt hat: wo er wohnt, wie seine Telefonnummer ist, dass Gianni die Nummer aufschreiben soll. Der steigt entgeistert aus dem Wagen aus. Paolo begibt sich langsam zu ihm. Als Gianni in Tränen ausbricht, beruhigt ihn Paolo, da man nicht weinen soll.

## Produktion
Die Hausschlüssel wurde vor allem in Berlin und zudem in München gedreht. Einige Szenen entstanden in Norwegen. Die Kostüme schufen Cristina Francioni und Piero Tosi, die Filmbauten stammen von Giancarlo Basili. Der Film erlebte am 9. September 2004 im Rahmen der Internationalen Filmfestspiele von Venedig seine Premiere. In Deutschland kam der Film am 7. September 2006 in die Kinos.

## Auszeichnungen
Auf den Internationalen Filmfestspielen von Venedig 2004 lief der Film im Wettbewerb um den Goldenen Löwen. Gianni Amelio gewann in Venedig den Premio Sergio Trasatti und erhielt den Premio Pasinetti für den besten Film. Kim Rossi Stuart wurde als bester Schauspieler mit dem Premio Pasinetti ausgezeichnet. Für den besten Film im Wettbewerb gewann Amelio auf den Filmfestspielen in Venedig zudem den Premio CinemAvvenire.
Das Sindacato Nazionale Giornalisti Cinematografici Italiani zeichnete den Film 2005 in den Kategorien Beste Regie, Beste Kamera und Bester Ton mit dem Nastro d’Argento aus. Der Film erhielt zudem Nominierungen für einen Nastro d’Argento in den Kategorien Bester Hauptdarsteller, Bester Nebendarsteller, Bester Produzent, Bestes Drehbuch und Bester Schnitt. Bei den Globo d’oro gewann Kim Rossi Stuart den Preis als Bester Hauptdarsteller. Der Film war zudem als Bester Film nominiert.
Die Hausschlüssel erhielt 2005 einen David di Donatello für den Besten Ton. Er war zudem für sechs weitere David di Donatellos nominiert: in den Kategorien Bester Film, Bester Regisseur, Bestes Drehbuch, Bester Hauptdarsteller, Beste Musik und Bester Schnitt. Im Jahr 2005 erhielt der Film zwei Nominierungen für einen Young Artist Award: Andrea Rossi erhielt eine Nominierung als Bester Hauptdarsteller in einem Spielfilm (international); der Film selbst wurde in der Kategorie Bester internationaler Spielfilm nominiert.
Die Jury der Evangelischen Filmarbeit kürte den Film im Oktober 2006 zum Film des Monats. Die Filmbewertungsstelle Wiesbaden vergab für Die Hausschlüssel das Prädikat „besonders wertvoll“.